# فاجعة مدينة تكساس

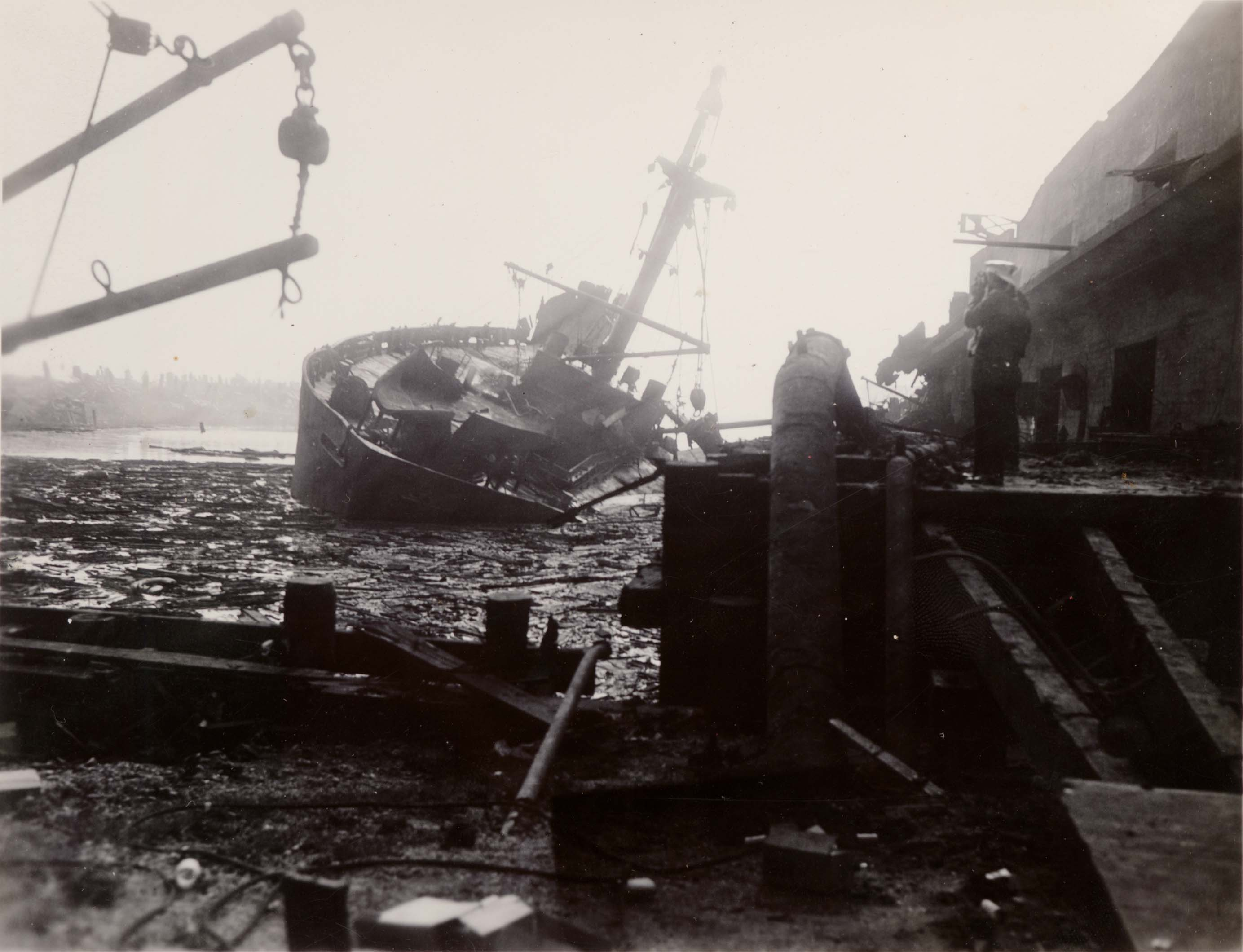
حادثة مدينة تكساس 1947

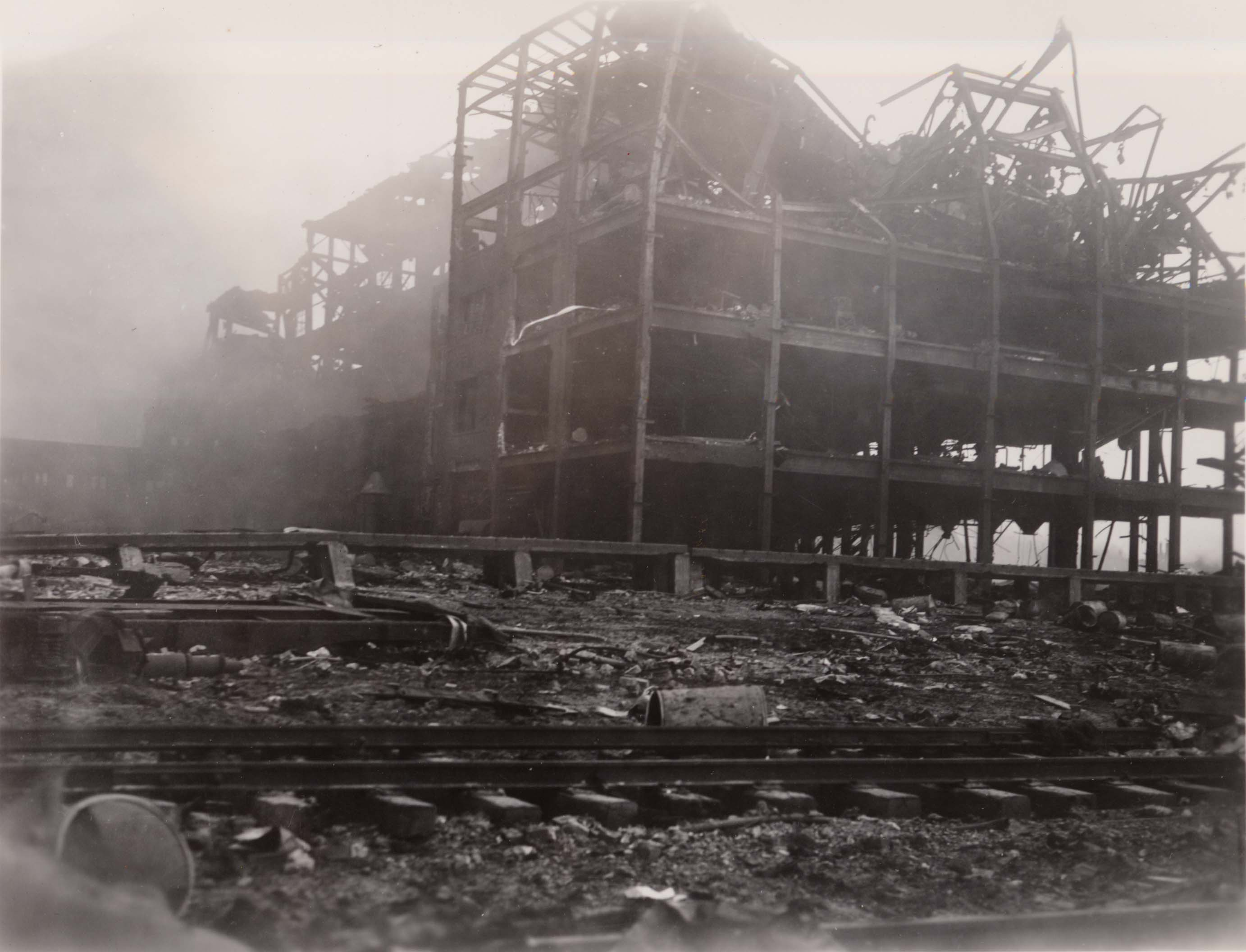
بقايا هيكل مصنع المطاط المتالف من خمس طوابق في منطقة مجاورة للانفجار

فاجعة أو كارثة ولاية تكساس التي حدثت في يوم 16 نيسان/أبريل من عام 1947، حيث كانت مدينة تكساس الأمريكية على موعد مع كارثة بعد تعرضها لحادث صناعي وقع في سفينة " registered SS Grandcamp " الفرنسية للحمل، والتي كانت ترغب بالوقوف عند أحد الأرصفة في موانئ مدينة تكساس.
ولقد شهدت السفينة حريق في حمولتها البالغة 2300 طن من مادة نترات الأمونيوم، وكانت البداية من هذه السفينة حيث اندلعت شرارة الانفجار الذي أودى بحياة المئات وأصاب الآلاف بإصابات بالغة، وبذلك تعتبر حادثة مدينة تكساس من أكبر الكوارث غير النووية التي حدثت في العالم.
لقد نشب الحريق في السفينة التي رسَت عند رصيف ميناء تكساس عند الساعة الثامنة صباحا، وبعدها بساعة واحدة لاحظ الناس انبعاث دخان ونار من عنبر الشحن فحاول العمال إطفائه بمساعدة رجال الإطفاء بعد استدعائهم إلّا أن الحريق لم يلبث طويلا حتى وصل إلى داخل مخزن نترات الأمونيوم عند الساعة التاسعة و12 دقيقة، مما سبَّب انفجارها، ثم انتشر الحريق في السفن القريبة منها في الميناء وتبعها بعد ذلك انفجارات ضخمة في المواد المحملة بخزانات تخزين النفط ومشتقاته وتبعتها سلسلة انفجارات متتالية في الميناء وما حوله من أبنية ومصانع، لقد كان سبب الحريق في البداية من على متن سفينة Grandcamp تحديدا، ولكن قد تم الاشتعال بواسطة إهمال أو رمي بقايا سيجارة مشتعلة في اليوم السابق، وهذا يعني أن حمولة السفينة بدأت تحترق وخرج الدخان منها طوال الليل، وعندما اكتشف الحريق صباح اليوم التالي كان الوضع مهيئاً للانفجار .

## الخسائر
لقد كانت إجمالي الخسائر نتيجة الحريق والانفجار كبيرا وقدِّرت الأضرار المادية في الممتلكات بحوالي مائة مليون دولار، وقدِّرت خسائر النفط المحترق ومشتقاته بحوالي 500 مليون دولار، وتدمَّرت عدة مصانع كبيرة منها مصنع لصناعة المطاط يتكوَّن مبناه من خمس طوابق، بالإضافة إلى مصانع مواد كيميائية قريبة من الموقع، تم طمس وتضرر أكثر من 1100 مركبة و632 سيارة شحن، وسجلت الاصابات والجروح بأكثر من 5000 شخص وتم تسجيل المصابين بحوالي 1784 إصابة في 21 مستشفى ومركز طبي في المنطقة، ومن ضمنهم 581 قتيل، ودمرت وهدمت المنازل بعدد أكثر من 500 منزل وعدة مئات من المنازل التالفة، وترك 2000 شخص بلا مأوى، بالإضافة إلى العديد من المفقودين، وتدمَّر الميناء وانهارت مباني العديد من الشركات أو حُرِق محتواها.